# Caustica (matematica)

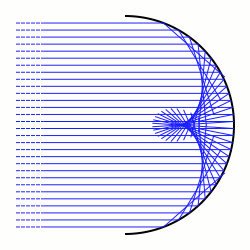
Caustica riflessiva generata da un cerchio e da raggi paralleli

In geometria differenziale e ottica geometrica, una caustica è l'inviluppo di raggi riflessi o rifratti da una varietà. È legata al concetto di caustica in ottica. La sorgente del raggio può essere un punto (chiamato radiante) o raggi paralleli da un punto all'infinito, nel qual caso deve essere specificato un vettore di direzione dei raggi.
Più in generale, specialmente quando applicata alla geometria simplettica e alla teoria delle singolarità, una caustica è l'insieme dei valori critici della mappatura lagrangiana (π ○ i) : L ↪ M ↠ B; dove i : L ↪ M è una immersione lagrangiana di una sottovarietà lagrangiana L in una varietà simplettica M, e π :  M ↠ B è a fibrazione lagrangiana della varietà simplettica M. La caustica è un sottoinsieme dello spazio di base B della fibrazione lagrangiana.

## Catacaustica
Una catacaustica è il caso riflessivo.
Con un radiante, è l'evoluta dell'ortotomica del radiante.
Il caso dei raggi planari, paralleli alla sorgente: si supponga che il vettore di direzione sia {\displaystyle (a,b)} e che la curva speculare sia parametrizzata come {\displaystyle (u(t),v(t))}. Il vettore normale in un punto è {\displaystyle (-v'(t),u'(t))}; il riflesso del vettore di direzione è (la normale richiede una normalizzazione speciale)
{\displaystyle 2{\mbox{proj}}_{n}d-d={\frac {2n}{\sqrt {n\cdot n}}}{\frac {n\cdot d}{\sqrt {n\cdot n}}}-d=2n{\frac {n\cdot d}{n\cdot n}}-d={\frac {(av'^{2}-2bu'v'-au'^{2},bu'^{2}-2au'v'-bv'^{2})}{v'^{2}+u'^{2}}}}
Facendo trattare alle componenti del vettore riflesso trovato con me una tangente
{\displaystyle (x-u)(bu'^{2}-2au'v'-bv'^{2})=(y-v)(av'^{2}-2bu'v'-au'^{2}).}
Usando la forma più semplice di inviluppo
{\displaystyle F(x,y,t)=(x-u)(bu'^{2}-2au'v'-bv'^{2})-(y-v)(av'^{2}-2bu'v'-au'^{2})} {\displaystyle =x(bu'^{2}-2au'v'-bv'^{2})-y(av'^{2}-2bu'v'-au'^{2})+b(uv'^{2}-uu'^{2}-2vu'v')+a(-vu'^{2}+vv'^{2}+2uu'v')}
{\displaystyle F_{t}(x,y,t)=2x(bu'u''-a(u'v''+u''v')-bv'v'')-2y(av'v''-b(u''v'+u'v'')-au'u'')+b(u'v'^{2}+2uv'v''-u'^{3}-2uu'u''-2u'v'^{2}-2u''vv'-2u'vv'')+a(-v'u'^{2}-2vu'u''+v'^{3}+2vv'v''+2v'u'^{2}+2v''uu'+2v'uu'')}
che può essere antiestetico, ma {\displaystyle F=F_{t}=0} dà un sistema lineare in {\displaystyle (x,y)} e così è elementare ottenere una parametrizzazione della catacaustica. Servirebbe la regola di Cramer.

### Esempio
Il vettore di direzione sia (0,1) e lo specchio sia {\displaystyle (t,t^{2}).}
Allora
{\displaystyle u'=1}   {\displaystyle u''=0}   {\displaystyle v'=2t}   {\displaystyle v''=2}   {\displaystyle a=0}   {\displaystyle b=1}
{\displaystyle F(x,y,t)=(x-t)(1-4t^{2})+4t(y-t^{2})=x(1-4t^{2})+4ty-t}
{\displaystyle F_{t}(x,y,t)=-8tx+4y-1}
e {\displaystyle F=F_{t}=0} ha soluzione {\displaystyle (0,1/4)}; cioè, la luce che entra in uno specchio parabolico parallelo al suo asse è riflesso attraverso il fuoco.